# Anaglyptus helenae
Anaglyptus helenae là một loài bọ cánh cứng trong họ Cerambycidae.